# الدوري البحريني للسيدات
الدوري البحريني لكرة القدم للسيدات هو دوري كرة القدم الأعلى مستوى في البحرين. يشرف الاتحاد البحريني لكرة القدم على تنظيم هذه البطولة.

## التاريخ
انطلق الدوري البحريني للسيدات لأول مرة في موسم 2004–2005. تُقام المباريات في مقر الاتحاد البحريني بالقرب من ملعب البحرين الوطني.

## الأبطال
قائمة الأبطال والوصيف:
| الموسم  | البطل                                   | الوصيف                                  |
| ------- | --------------------------------------- | --------------------------------------- |
| 2004–05 | النجمة                                  | المحرق                                  |
| 2005–06 |                                         |                                         |
| 2006–07 |                                         |                                         |
| 2007–08 |                                         |                                         |
| 2008–09 |                                         |                                         |
| 2009–10 |                                         |                                         |
| 2010–11 | الجامعة الملكية للبنات                  | معهد البحرين للتدريب                    |
| 2011–12 | آرسنال الأصفر                           | جوغا بونيتو                             |
| 2012–13 | آرسنال للسيدات                          |                                         |
| 2013–14 | آرسنال للسيدات                          | فينوس تيكرز                             |
| 2014–15 | فينوس تيكرز                             | آرسنال للسيدات                          |
| 2015–16 | الرفاع بلو بيرلز                        | تالنت                                   |
| 2016–17 | الرفاع بلو بيرلز                        | فينوس تيكرز                             |
| 2017–18 | الرفاع بلو بيرلز                        | المحرق تيكرز                            |
| 2018–19 | الرفاع بلو بيرلز                        | المحرق تيكرز                            |
| 2019–20 | أُلغي بسبب جائحة فيروس كورونا في البحرين | أُلغي بسبب جائحة فيروس كورونا في البحرين |
| 2020–21 | أُلغي بسبب جائحة فيروس كورونا في البحرين | أُلغي بسبب جائحة فيروس كورونا في البحرين |
| 2021–22 | نادي رافينز                             | نادي السيف                              |

## الأندية الأكثر تتويجًا
| النادي                 | عدد مرات الفوز |
| ---------------------- | -------------- |
| الرفاع بلو بيرلز       | 4              |
| آرسنال للسيدات         | 2              |
| النجمة                 | 1              |
| الجامعة الملكية للبنات | 1              |
| آرسنال الأصفر          | 1              |
| فينوس تيكرز            | 1              |
| نادي رافينز            | 1              |

## الهدافات
| الموسم  | اللاعبة    | الفريق    | الأهداف |
| ------- | ---------- | --------- | ------- |
| 2018-19 | حصة العيسى | بلو بيرلز | 18      |

## وصلات خارجية
- كرة القدم النسائية - الموقع الرسمي للاتحاد البحريني لكرة القدم